# Djup-Abborrträsket (Lycksele socken, Lappland, 716208-161111)
Djup-Abborrträsket är en sjö i Lycksele kommun i Lappland och ingår i Öreälvens huvudavrinningsområde. Sjön har en area på 0,187 kvadratkilometer och ligger 396,9 meter över havet.

## Delavrinningsområde
Djup-Abborrträsket ingår i det delavrinningsområde (715584-161719) som SMHI kallar för Ovan Navarträskbäcken. Medelhöjden är 436 meter över havet och ytan är 77,08 kvadratkilometer. Räknas de 9 avrinningsområdena uppströms in blir den ackumulerade arean 245,6 kvadratkilometer. Granån (Norrån) som avvattnar avrinningsområdet har biflödesordning 2, vilket innebär att vattnet flödar genom totalt 2 vattendrag innan det når havet efter 184 kilometer. Avrinningsområdet består mestadels av skog (71 procent) och sankmarker (23 procent). Avrinningsområdet har 0,72 kvadratkilometer vattenytor vilket ger det en sjöprocent på 0,9 procent.